# 蕭惠 (演員)
萧惠（1957年9月21日－），台灣女演員。十八歲加入華視同時進入SONY唱片公司，二十歲轉入中視開始演戲，目前多活躍在民視八點檔。配偶是民視導播張維綱，女兒張淯茜、張淯詞也為藝人。

## 電視劇
| 年份   | 頻道             | 劇名                                     | 飾演                   |
| 1980年 | 中視             | 《戰國風雲》                             | 明珠                   |
| 1986年 | 中視             | 《超級媒婆》                             | 何金枝                 |
| 1987年 | 中視             | 《長江一號》                             | 愛蘭                   |
| 1987年 | 中視             | 《一串相思鈴》                           | 朱秘書                 |
| 1988年 | 中視             | 《天山英雄傳》                           | 桂冰娥                 |
| 1989年 | 中視             | 黃香蓮歌仔戲《大漢春秋》                 | 王夫人                 |
| 1990年 | 中視             | 花系列《又見天堂鳥》                     | 美玲                   |
| 1990年 | 中視             | 黃香蓮歌仔戲《東漢演義》                 | 呂焉                   |
| 1990年 | 中視             | 黃香蓮歌仔戲《綠珠樓》                   | 謝淑妃                 |
| 1990年 | 中視             | 《天龍八部》                             | 秦紅棉                 |
| 1990年 | 中視             | 《我愛芳鄰》                             | 阿蘭                   |
| 1991年 | 中視             | 《白雲深處有藍天》                       |                        |
| 1993年 | 中視             | 《蓋世皇太子》                           | 翠妃                   |
| 1993年 | 中視             | 《我愛媽媽》                             | 趙春琪                 |
| 1994年 | 中視             | 黃香蓮歌仔戲《逍遙公子》                 | 林湘雲                 |
| 1995年 | 中視             | 《媽祖拜觀音》花轎鬼新娘                 | 秀姑                   |
| 1995年 | 華視             | 《醒世媳婦》                             | 阿滿                   |
| 1996年 | 台視             | 《大家有緣》                             | 阿美                   |
| 1997年 | 中視             | 《大巡按蕃薯官》第四單元：鳥蛋滷蛋鹹鴨蛋 | 王妃                   |
|        | 民視             | 《台灣奇案》錫口九指囝仔                 | 葉淑雲                 |
|        | 民視             | 《台灣奇案》牛罵頭一運二命三風水         | 蔡金釵                 |
|        | 民視             | 《台灣奇案》諸羅山人算不如天算           | 周夫人                 |
|        | 民視             | 《台灣奇案》彰化鯉魚撞棺                 | 蔡美玉                 |
|        | 民視             | 《台灣奇案》府城姻緣天註定               | 吳阿甘、董香君(鄭敏月) |
|        | 民視             | 《台灣奇案》彰化大庄黑米                   | 蘇秋霞                 |
|        | 民視             | 《台灣奇案》諸羅觸口我吃濟公十八年       | 葉淑芳                 |
|        | 民視             | 《台灣奇案》諸羅觸口濟公的查某子         | 葉淑芳                 |
|        | 民視             | 《台灣奇案》外埔肖觀音                   | 陳蕙蘭                 |
|        | 民視             | 《台灣奇案》枋寮鴛鴦夢                   | 林慧娟                 |
|        | 民視             | 《台灣奇案》大甲阿春                     | 吳彩雲                 |
|        | 民視             | 《台灣奇案》大甲報馬仔                   | 吳彩雲                 |
|        | 民視             | 《台灣奇案》大甲貞節牌坊                 | 吳彩雲                 |
|        | 民視             | 《台灣奇案》虎尾鱸鰻                     | 劉月桃                 |
|        | 民視             | 《台灣奇案》海豐堡                       | 美美                   |
|        | 民視             | 《台灣奇案》海豐堡藏寶圖                 | 美美                   |
|        | 民視             | 《台灣奇案》府城媽祖渡孤女               | 李冬梅                 |
| 2001年 | 民視             | 《親戚不計較》（EP572登場）              | 吳秋月                 |
| 2001年 | 民視             | 《情義》                                 | 李林秋敏               |
| 2002年 | 民視             | 《世間路》                               | 沈王杏美               |
| 2003年 | 民視             | 《日正當中》                             | 張千慧                 |
| 2003年 | 東森戲劇台       | 《明星情人夢》                           | 林母                   |
| 2004年 | 民視             | 《慾望人生》                             | 陳幸枝                 |
| 2005年 | 民視             | 《意難忘》                               | 羅夏子                 |
| 2005年 | 華視             | 《生命的太陽》                           | 孫母                   |
| 2006年 | 民視             | 《黑貓大旅社》                           | 李母                   |
| 2006年 | 大愛電視台       | 《生命圓舞曲》                           | 萬玉葉                 |
| 2006年 | 華視             | 《水色嘉南》                             | 瑪雅母                 |
| 2007年 | 民視             | 《濟公》第一單元：羅漢應世               | 李妻                   |
| 2007年 | 大愛電視台       | 《春暖花蓮》                             | 李美玉                 |
|        | 大愛電視台       | 《勝勝的故事》                           |                        |
| 2008年 | 民視             | 《愛》                                   | 高母                   |
| 2010年 | 民視             | 《夜市人生》                             | 蕭惠玉                 |
| 2011年 | 大愛電視台       | 《乞丐許大願》                           | 楊蘇麗珍               |
| 2012年 | 民視             | 《風水世家》                             | 洪花                   |
| 2013年 | 大愛電視台       | 《愛在陽光下》                           | 陳美華                 |
| 2013年 | 民視             | 《愛情ATM》                              | 鄭媽媽                 |
| 2014年 | 大愛電視台       | 《阿清的人生三部曲》                     | 廖母                   |
| 2014年 | 民視             | 《廉政英雄》第二十八單元：我本無罪       | 徐明麗                 |
| 2015年 | 民視             | 《嫁妝》                                 | 黃瑞春                 |
| 2015年 | 大愛電視台       | 《紅色倒數24》                           | 吳惠敏                 |
| 2016年 | 安徽衛視         | 《娘家的故事4》                          | 張盿                   |
| 2017年 | 台視、三立都會台 | 《我的愛情不平凡》                       | 王玉玲                 |
| 2017年 | 民視             | 《幸福來了》                             | 張淑娟                 |
| 2022年 | 民視             | 《市井豪門》                             | 陳張桃                 |
| 2024年 | 民視             | 《台灣傳奇》祈願                         | 王素鳳                 |
| 2024年 | 民視             | 《台灣傳奇》一碗碗粿                     | 劉鳳姑                 |
| 2025年 |                  | 《天意偵查隊》                           |                        |

## 主持
- 命理節目《命理e點通》

## 唱片
- 華視基本歌星
- SONY唱片歌星
- 《胭脂紅塵》台灣奇案歌曲(與唐飛、楊仲恩、郭美珠合唱)

## 廣告代言
- 聲寶冰箱
- 微波爐
- 味全牛奶
- 孔雀餅乾
- 可口奶滋
- 新力/新格系列產品

## 外部連結
- 蕭惠的Facebook專頁